# 郭東山
郭東山（1470年—？），字魯瞻，號石崖，山東萊州府掖縣人，軍籍，明朝政治人物。同進士出身。

## 生平
弘治五年（1495年）壬子科山東鄉試第六十七名舉人。弘治九年（1496年）中式丙辰科會試第二百四十三名，三甲第二十六名進士。授知浙江山陰縣，以母憂去。服除，補濬縣，十六年召入，授陝西道監察御史。正德改元，奉使颁赏于陕西三边。二年（1507年）出按宣大二镇。三年十月兵科都给事中赵铎等弹劾宣府独石等处有功官员市恩坏法，罔上欺公，紀功御史郭东山有诈冒军功的嫌疑，下东山锦衣卫狱，杖之三十，令为民。七年正月起废，擢升四川按察司佥事，分巡川北道，討平鸨寇，十一年十月升本司副使，撫治東逵，定葛魁等寨，十三年二月升四川布政司右参政。奉表入賀，中途以疾疏乞致仕归，嘉靖初卒于家。著有《石崖集》。

## 家族
曾祖郭子新；祖父郭宗；父郭釗，教諭。母侯氏。慈侍下。兄郭胤。長子郭從朴，嘉靖己丑進士；次子郭從楷。